# Bühnenmaschinerie
Als Bühnenmaschinerie oder Theatermaschinerie werden technische und mechanische Hilfsmittel bezeichnet, die für eine Theateraufführung eingesetzt werden.

## Maschinen und ihre Funktionsweise
Theatermaschinen im ursprünglichen Sinn dienten dazu, um durch Laufwerke, Trommeln und Seilwinden Versatzstücke aus der Versenkung emporsteigen oder in diese verschwinden zu lassen (aus den sogenannten charonischen Treppen), um Schiffe bei hohem Seegang zu zeigen, Drachen Feuer schnauben, Wasserfälle fließen und Wolken ziehen zu lassen, aber auch um Brandopfer auf Altären darzubringen. Figuren konnten mittels einer Flugmaschine fliegen oder himmlische Erscheinungen als Deus ex machina (mit Hilfe der Mechane, eines Krans, mit dem der Deus ex machina auf die Szene herabstürzte) vom Himmel herabsteigen. Bühnenmaschinen dienten aber auch zur rein mechanischen Bewegung des Vorhangs, der Prospekte, der Kulissen und der Soffitten.
Bei der Windmaschine wurde grobes Leinenzeug über ein Holzrad mit Kurbel gespannt, drehte man das Rad, rieb es sich am Stoff und erzeugte das Geräusch eines heulenden Sturms.
Die Regenmaschine war nach ähnlichem Prinzip eine mit Erbsen oder kleinen Steinen gefüllte rotierende Trommel.
Die Donnermaschine war eine Vorrichtung zum Nachahmen des Donners. Sie befand sich in den Theatern der Griechen und Römer, die sie Bronteion (Bronteum) nannten, hinter der Bühne und bestand aus einem ehernen Kessel, in den aus Schläuchen Steine geschüttet wurden, wodurch ein donnerähnliches Getöse entstand. Gegenwärtig bedient man sich dazu entweder einer Art Pauke oder eines langen, schräg gestellten Holzschlauches, durch den man Steine hinabrollen lässt, die an innen angebrachten Leisten aufschlagen, endlich auch schwerer, auf eckigen Rädern ruhender Wagen, die auf dem Schnürboden auf eigens dazu hergerichteten Bahnen hin- und hergefahren werden.
Für die Versenkung wurde früher eine Klappe geöffnet, der Teufel etwa stellte sich auf die dem Bühnenboden ähnelnde Fahrstuhlklappe im Keller und Helfer luden Steingewichte auf eine Zugvorrichtung. Wenn das Gewicht des Schauspielers erreicht war, entfernen die Techniker die Verriegelung und der Teufel erschien auf der Bühne.
Die Drehbühne ist als drehbarer Teil des Bühnenbodens in der Mitte der Bühne fest eingebaut oder als Plattform aufgelegt (Drehscheibe). Eine Drehbühne hat schon Leonardo da Vinci 1490 entworfen, dem japanischen Kabuki-Theater war sie seit dem 17. Jahrhundert geläufig, für das europäische Theater wurde sie 1896 in München neu entwickelt. Ursprünglich wurde sie eingeführt, um den schwerfälligen illusionistischen Ausstattungen des 19. Jahrhunderts rasche Szenenwechsel zu ermöglichen. Im Wiener Volkstheater gab es noch bis in die achtziger Jahre des 20. Jahrhunderts eine handbetriebene Drehbühne, bei der ein Dutzend Bühnenarbeiter auf der Drehscheibe stehend diese mit ihren Füßen zum Drehen brachten, indem sie sich außerhalb der Scheibe mit Krücken gegen den Bühnenboden abstützten.

## Historische Entwicklung

### Antike
Schon im antiken römischen Kolosseum gab es Einrichtungen einer höchst komplizierten Bühnenmaschinerie, wie Falltüren, Rampen und Aufzüge. Mit Hilfe eines komplexen Systems von Winden und Flaschenzügen konnten aufwändige Dekorationen und Bühnenbilder in die Arena befördert werden. Innerhalb weniger Minuten konnte sich zur Überraschung der Zuschauer beispielsweise eine komplette Wald- oder eine Wüstenlandschaft aus dem Boden erheben. Der Film Gladiator (2000) von Ridley Scott bietet eine gute Rekonstruktion einiger dieser Einrichtungen bei Gladiatorenkämpfen. Automatisierte Theatermaschinen mit Spezialeffekten entwickelte der am Museion von Alexandria lehrende Heron von Alexandria.
Der Deus ex machina („Gott aus der Maschine“) war die göttliche Instanz im antiken Theater, die im letzten Augenblick vor der Katastrophe durch ihr Eingreifen alles noch zum Guten wendete. Sie findet sich in der antiken Tragödie, besonders bei Euripides, wo der Gott auf einer kranähnlichen Flugmaschine über der Spielfläche schwebte. Kräne mit Flaschenzügen waren seit 750 v. Chr. bekannt, und zwar als mit Seilen verspannte Einbaumkräne, die über drei (trispastos) oder fünf Rollen (pentespastos) liefen; um 225 v. Chr. soll Archimedes sogar einen Kran mit Vielrollenzug (polyspastos) konstruiert haben. Die Kräne wurden verwendet beim Bau, in den Häfen und Steinbrüchen; sie mussten immerhin – etwa bei der Errichtung des Parthenon in Athen – Gewichte von neun Tonnen mehr als zehn Meter hoch stemmen. Im Theater kamen dagegen Schwenkkräne zum Einsatz. Mit ihrer Hilfe konnte die eingreifende Gottheit von außen auf die Bühne gehievt werden. Auch Rollplattformen (Ekkyklema) kamen zum Einsatz, mit deren Hilfe Vorgänge, die in der sogenannten Skene („hinter den Kulissen“) stattfinden mussten, auf die Bühne zu transportieren.

### Mittelalter und Renaissance
Mit großem Aufwand wurden in den mittelalterlichen Kathedralen Aufführungen, etwa zur Feier von Christi Himmelfahrt, inszeniert. In Florenz wurde mit einer Theater-Maschinerie von Filippo Brunelleschi solch ein Schauspiel aufgeführt, im Laufe dessen Jesus dem Ölberg zuschritt. Eine zeitgenössische Schilderung beschreibt den Fortgang: 

„Als er die Spitze erreicht, hört man ein Donnern. Die über dieser Szene, im offenen Dachstuhl der Kirche hängende Sphaera öffnet sich und Gottvater erscheint im Glanze vieler Kerzen. Knaben, die Engel darstellen, umkreisen ihn. Größere Engel, auf Scheiben gemalt, drehen sich ebenfalls im Kreise. Von dieser Engelssphaera schwebt eine Wolke ins Kirchenschiff hinab. Auf ihr stehen zwei als Engel gekleidete Knaben mit goldenen Flügeln. […] Daraufhin schwebt Christus mit Hilfe von sieben Seilen aufwärts der Wolke entgegen und segnet zugleich die beiden Marien und die Apostel. Als er die Wolke erreicht, knien die auf ihr stehenden Engel vor ihm nieder. Viele in der Wolke verborgene Lichter werden sichtbar und verbreiten überirdischen Glanz. Christus, nunmehr von Engeln begleitet, fährt weiter himmelwärts. In dem Augenblick aber, da er die Sphaera mit Gottvater erreicht, verstummt plötzlich die Musik und es ertönt ein Donnergrollen. Der Sohn Gottes ist zu Gottvater aufgefahren.“

Brunelleschi gestaltete 1497 auch die Maschinerie einer Verkündigungsszene in San Felice in Piazza als Auf- und Abstieg zu den Sphären unter dem Kirchendach; die Auferstehung vom Tode wurde dagegen mit beweglichen Heilanden und fahrbaren Grabschreinen in Szene gesetzt.

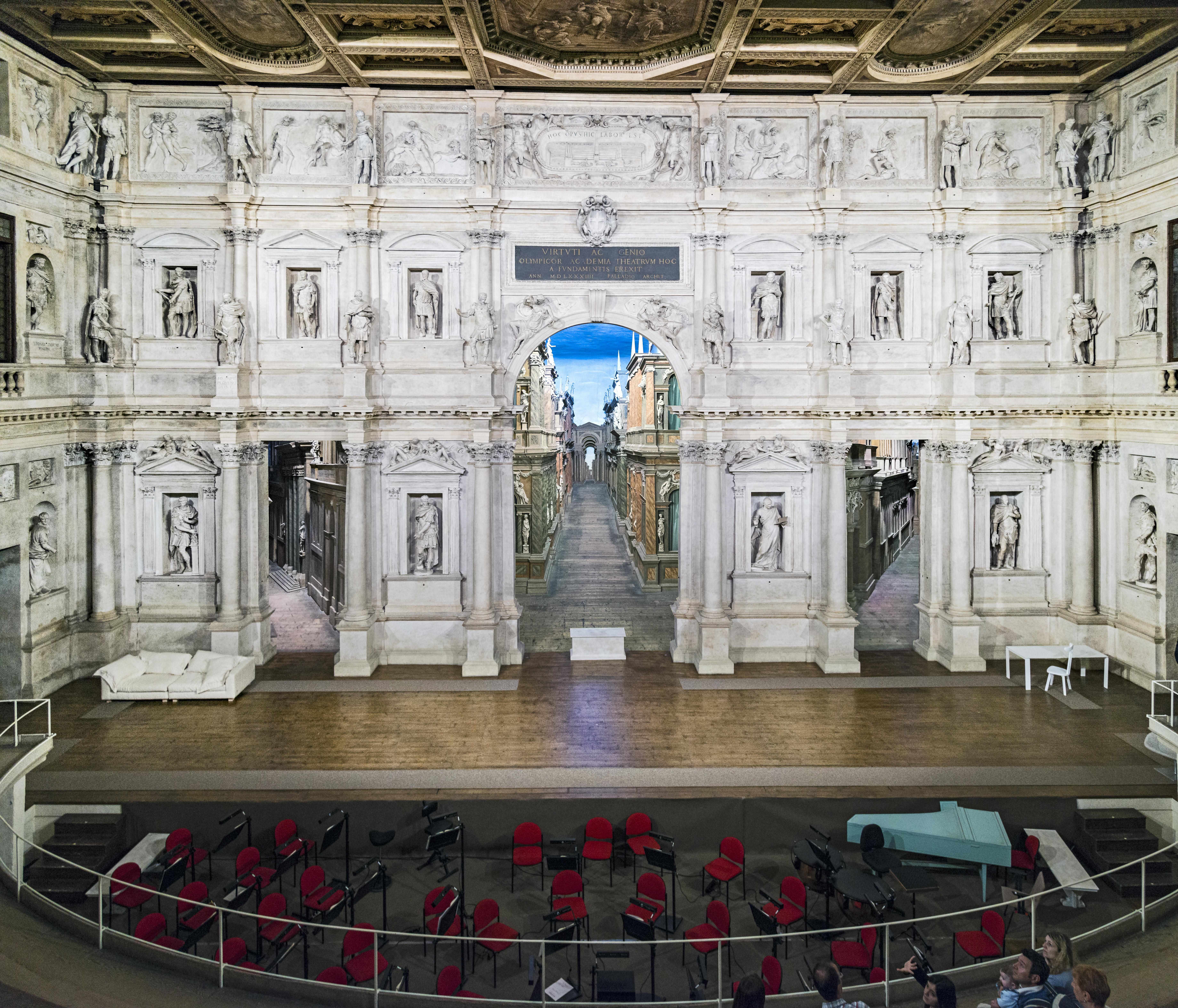
Perspektivbühne im Teatro Olimpico, Vicenza

In der Renaissance orientierten sich, insbesondere in Italien, die Theaterbauten oft sehr streng an antiken Vorbildern. Besonders die Schriften Vitruvs waren zentral für die Rezeption der Zeit. Das Bühnenbild war typischerweise bestimmt von einer fixen architektonischen Konstruktion im hinteren Teil der Bühne, oft mit drei frontalen Aufgängen. Diese Bühnenwand war geschmückt mit römischen Statuen. Ein noch heute erhaltenes Beispiel für diese Art von Perspektivbühne ist das 1585 eröffnete Teatro Olimpico in Vicenza. Die Bühne selbst stieg im hinteren Bereich stark an, um die optische Illusion der Tiefe zu verstärken, so dass dieser Teil der Bühne nicht mehr bespielbar war. Diese sehr statische Bühnengestaltung im Renaissancetheater lässt sich insbesondere auf den Fokus auf antike Dramen zurückführen, die meist an ein und demselben Ort spielten. Daher waren dynamische Bühnenelemente nicht dringend nötig. Nichtsdestotrotz existierten auch schon spezielle Bühnenmaschinerien, wie zum Beispiel Periakten, bzw. Drehprismen und Winkelrahmen, mit deren Hilfe Szenen durch die Türen der Bühnenrückwand hindurch angedeutet werden konnten.
Auch im elisabethanischen Theater gelangten einfache Maschinerien zum Einsatz, so versinkt in Shakespeares Macbeth (1606) zu den Worten „Warum sinkt dieser Kessel?“ beispielsweise ein Kessel im Bühnenboden.

### Barocktheater

#### Von der Perspektivbühne zur Kulissenbühne

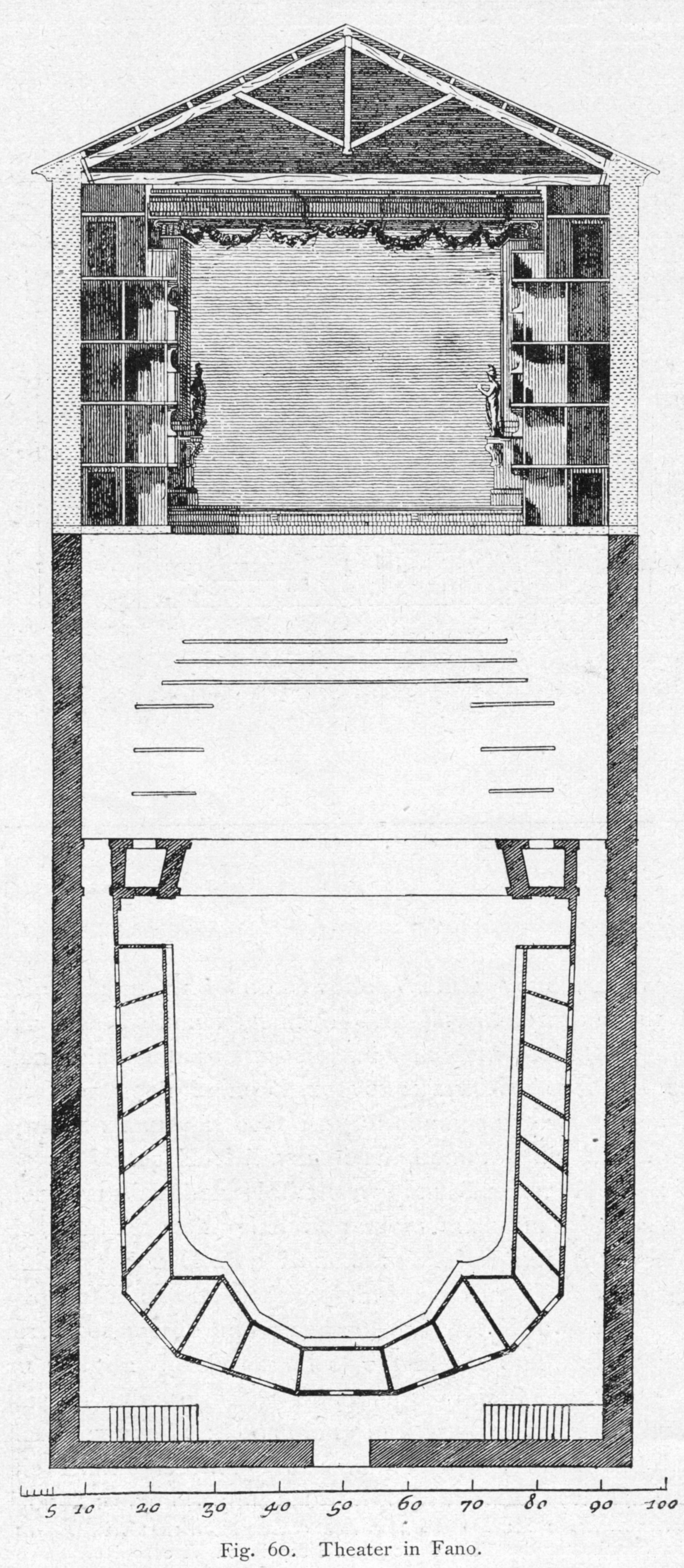
Schematische Darstellung der Kulissenbühne nach Torelli

Die Innovationen, welche die Bühnenmaschinerie des Barocks ausmachten, waren in vielerlei Hinsicht eine Weiterentwicklung der Tendenzen, die sich schon in der Renaissance abzeichneten. In beiden Epochen war die durch perspektivische Verzerrung erzeugte Illusion der Tiefe das zentrale Element der Bühnenmaschinerie. Über dieses Konzept hinaus wurde jedoch im Barocktheater der möglichst schnelle und reibungslose Wechsel zwischen vielen verschiedenen Bühnenbildern zu einem zentralen Bestandteil der Theatertechnik. Im Gegensatz zu den antiken Dramen, welche die Theater der Renaissance bestimmt hatten, verlangte das Barocktheater – und insbesondere auch die entstehende Oper – oft nach einer bunten Vielfalt an Schauplätzen, die mit prächtigen Bühnendekorationen dargestellt werden sollten. Dabei sollten mechanische Einrichtungen, die für dynamische Elemente sorgten, den beeindruckenden Effekt noch verstärken. Charakteristisch für das Barocktheater wurden somit auch schnellere und häufiger mit geschlossenen Vorhängen verbundene Szenenwechsel, sowie das vermehrte Ausnutzen auch des hinteren Bühnenbereichs, der in der Renaissance noch leer geblieben war. Alle diese Tendenzen führten zur Etablierung des Kulissentheaters, deren erstes das von Giovanni Battista Aleotti (1546–1636) entwickelte Teatro degli Intrepidi in Ferrara war. Das dort entwickelte Konzept wurde von ihm selbst im Teatro Farnese in Parma noch perfektioniert, das, 1618/19 entworfen und 1628 eröffnet wurde. Dessen Gestaltung sollte in der zweiten Hälfte des 17. Jh. richtungsweisend für die europäische Bühnentechnik werden.

#### Verbreitung der Kulissenbühne

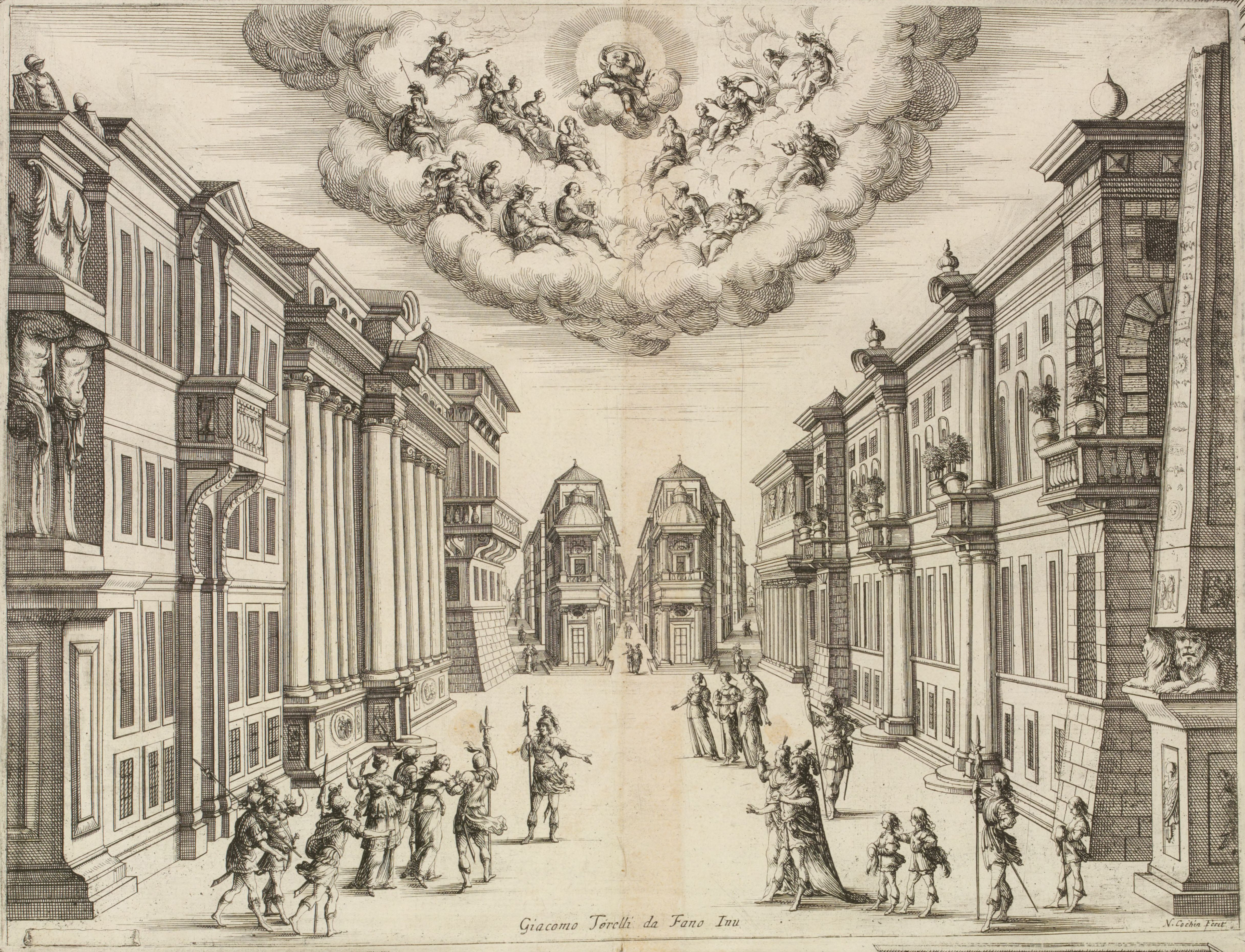
Szenenbild nach Torelli

Insbesondere Aleottis Schüler, Giacomo Torelli, verbreitete die Kulissenbühne und perfektionierte zusätzlich ihre technische Umsetzung, für die eine gleitende, synchrone Bewegung der Kulissen und Soffitten entscheidend war. Bei diesem Kulissenkonzept stand weniger der dreidimensionale Effekt im Mittelpunkt, stattdessen konnten mit Hilfe raffinierter Flaschenzugtechniken und Kulissenführungen sekundenschnelle Szenenwechsel bewerkstelligt werden. Die Kulissen, die auf Kulissenwagen in entsprechenden Führungen gefahren wurden und oft so miteinander verbunden waren, dass wenn eine seitlich aus der Bühne herausgefahren wurde sofort eine andere hineinfuhr, nahmen immer mehr Platz in Anspruch. Dies führte zu immer ausladenderen Theaterbauten, da sie auch Seiten- und Unterbühnen unterbringen mussten. Das Fehlen des dreidimensionalen Effekts bei dieser Form von Bühnen wurde mit immer ausgefeilterer Perspektivenmalerei wettgemacht, wobei auch die Ausleuchtung der Bühne immer wichtiger wurde, da geschicktes Beleuchten half, die Illusion der Bühne zu erhalten. So war etwa der bekannte Bühnenarchitekt Giulio Parigi bekannt für seine Lichtdekorationen, bei denen z. B. indirekte bengalische Beleuchtungen hinter transparenten bespannten Wolken zum Einsatz kamen. Dieses Element der Lichtregie sollte im Laufe des 17. Jh. zu einer immer weiteren Verdunklung des Zuschauerraumes gegenüber der Bühne führen.
Bei Theaterarchitekten wie Inigo Jones, der Aleottis neuartiges Konzept der Kulissenbühne schon in Italien kennengelernt hatte, finden sich teils auch Mischformen der beschriebenen Techniken: So konnte etwa im Vordergrund mit Drehprismen ein dreidimensionaler Raum erzeugt werden, dem im Hintergrund eine perspektivisch verkürzte Landschaft in Form einer Kulissenbühne beigegeben wurde.

#### Italienische Innovationen in Europa
Wie schon in der Renaissance führten auch im Barock viele Entwicklungslinien von Italien aus in andere europäische Länder, ein Prozess, der vor allem dadurch zu erklären ist, dass Theaterarchitekten im 17. Jh. oft in Italien studierten, um in ihrer Heimat bessere Einstellungschancen zu haben. Giulio Parigi etwa betrieb eine Kriegs- und Kunstakademie in Florenz, die u. a. von Joseph Furttenbach besucht wurde, der das dort erlernte später nach Ulm tragen sollte. Vermittelt von diesen Studenten italienischer Bühnenmaschinerie setzten sich zunächst Techniken wie Winkelrahmen und Drehprismen auch in anderen Ländern durch – Inigo Jones etwa brachte diese Techniken aus Italien mit nach England.

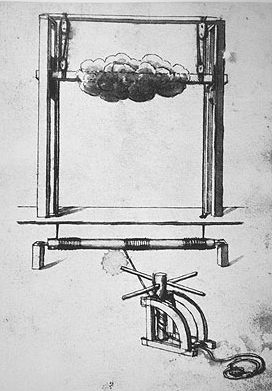
Sabbatinis Wolkenmaschine (1638)

Neben dieser personellen Vormachtstellung Italiens, war auch die zunehmende Verschriftlichung von Theater- und Bühnentechniken ausschlaggebend für die Entwicklungstendenzen der barocken Bühne in Europa. In seinem Buch Pratica di Fabricar Scene e Macchine ne’Teatri aus dem Jahr 1638 sammelte der Theaterbauer Nicola Sabbatini (1574–1654) erstmals systematisch eine Reihe an Techniken zum Erzielen von Bühneneffekten. Bis zu diesem Zeitpunkt wurde dieses Wissen meist von individuellen Theaterbauern gehütet und nur an ausgewählte Schüler weitergegeben. Sabbatini trug in seinem Werk eine Reihe an gängigen Techniken der Bühnengestaltung zusammen, wie etwa Winkelrahmen, Periakten und aufrollbare Vorhänge und verband sie mit einer mathematisch fundierten Bühnenkonstruktion, die anhand des Fluchtpunktes konstruiert wurde. Sabbatinis Ziel war hierbei, das Staunen und die Verwunderung der Zuschauer hervorzurufen. Dadurch leistete Sabbatinis Buch einen wesentlichen Beitrag zur Verbreitung der von ihm geschilderten Methoden bei, von denen viele auch schon in der Renaissance und noch früher weit verbreitet waren. Dagegen fand die bereits entstandene Kulissenbühne bei Sabbatini keine Erwähnung. Besonders bekannt war er hingegen für bewegliche Elemente wie seine Wolkenmaschinen, mit denen z. B. Götter aus dem Schnürboden herabgelassen werden konnten.
Die Pratica kann somit als ein Werk des Übergangs verstanden werden, in dem Techniken aus der Renaissance mit Entwicklungsrichtungen des Barocks verbunden sind.

#### Erhaltene barocke Bühnenmaschinerien in Europa (Auswahl)
- Schlosstheater Drottningholm (Schweden): Zentral verstellbare Kulissenflügel im Originalzustand von 1766.[20]
- Schlosstheater Český Krumlov (tschechische Republik): Bühnenmaschinerie mit Effektmaschinen, Prospekten, Unterbühnen und Versenkungen von 1680.[21]
- Ekhoftheater Gotha (Deutschland): Ältestes Schlosstheater der Welt mit komplett erhaltener Bühnenmaschinerie (1683).[22]
- Schlosstheater Ludwigsburg (Deutschland): zentral steuerbare Bühnenmaschinerie (1758).[23]

#### Rekonstruktion der barocken Bühnenmaschinerie in  Bayreuth
Die vollständigste und aufwendigste authentische Rekonstruktion einer barocken Bühnenmaschinerie findet sich im Markgräflichen Opernhaus Bayreuth: Welterbe & Museum. Die rekonstruierte Bühne besitzt drei Kulissengassen mit je zwei Freifahrten, einen Vorhang, einen Zwischen- und einen Rückprospekt, eine Wellenmaschine samt einem fahrenden Schiff, eine Wolkenmaschinerie, eine Flugmaschine, eine Versenkung und eine Beleuchtung mit versenkbarem Rampenlicht, Soffittenlicht und steuerbaren Lichtbäumen in den Kulissengassen. Zudem gibt es mehrere Effektmaschinen. Die Museumsgäste können die meisten Funktionen selbst ausprobieren. Die Rekonstruktion wurde im Jahr 2023 durch die Bayerische Schlösserverwaltung fertig gestellt.

### Zaubertheater im 19. Jahrhundert
Das Zauberstück oder Zauberspiel bzw. seine Sonderform die Zauberoper ist ein Theatergenre, das zumeist mit aufwändiger Bühnentechnik realisiert wurde, die Verwandlungen auf offener Szene, Versenkungen und weitere spektakuläre Auftritte und Abgänge ermöglichte.

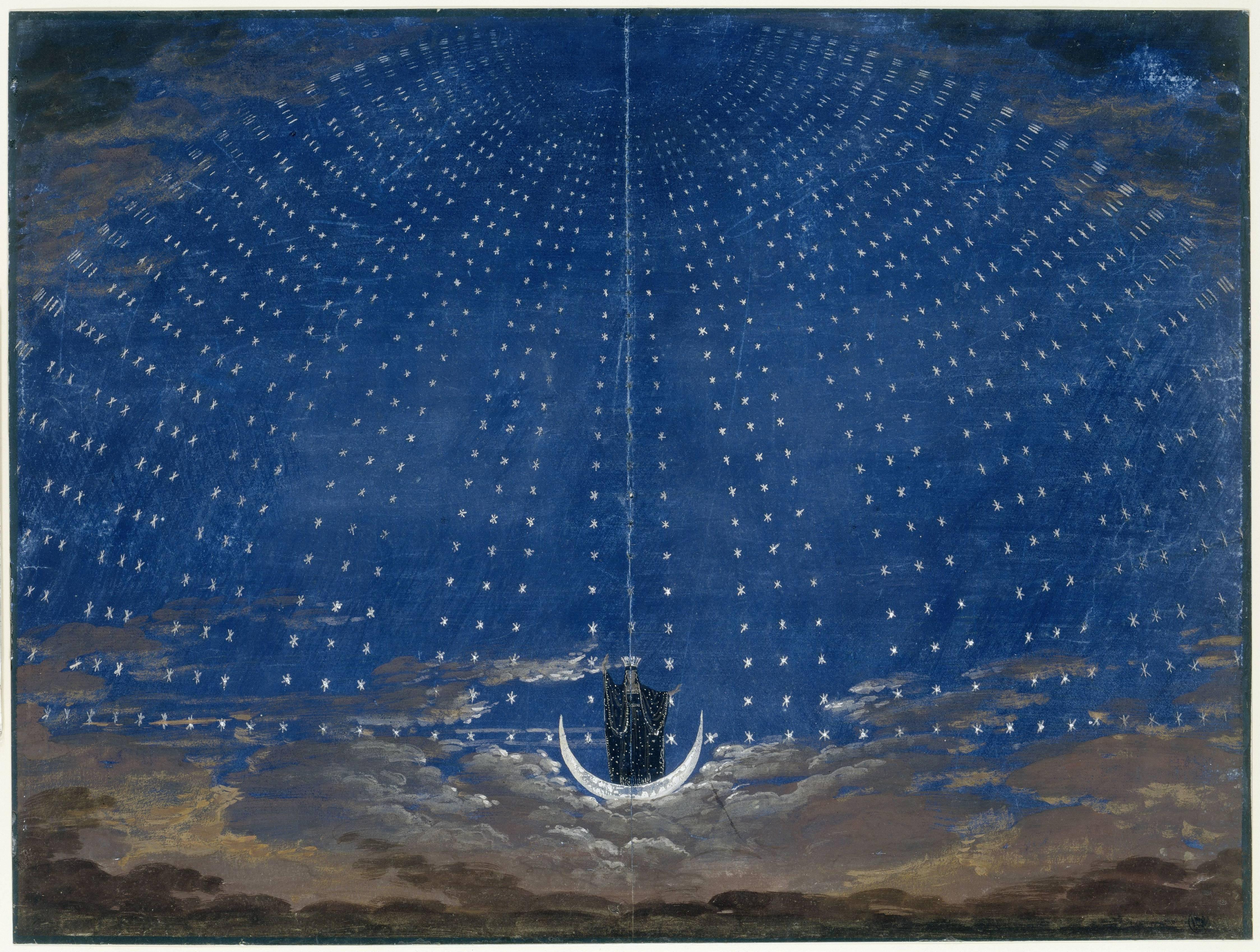
Die Königin der Nacht erscheint in Mozarts Zauberflöte. Bühnenbild von Karl Friedrich Schinkel (1815)

Die geradezu filmischen Regieanweisungen der Zauberstücke verlangten nach einer neuen Bühnenmaschinerie. Goethe hat sie im Vorspiel auf dem Theater in Faust I (1808) erwähnt:
Drum schonet mir an diesem Tag Prospekte nicht und nicht Maschinen!
Gebraucht das groß- und kleine Himmelslicht, die Sterne dürfet ihr verschwenden;
An Wasser, Feuer, Felsenwänden, an Tier- und Vögeln fehlt es nicht.
So schreitet in dem engen Bretterhaus den ganzen Kreis der Schöpfung aus
Und wandelt mit bedächtger Schnelle vom Himmel durch die Welt zur Hölle!
Die Maschinenkomödie war eine Variante des Volksstücks oder Volkstheaters und betrieb mit Bühnentechnik, Kostümen und Requisiten einen hohen Aufwand und versuchte, beständig zu verblüffen. Häufig waren Verwandlungen auf offener Szene, wie etwa eine Hütte, die zu einem Schloss wird. Mozarts Zauberflöte ist in mancher Hinsicht eine Maschinenkomödie (z. B. Auftauchen der Königin der Nacht, Durchwandern von Feuer und Wasser).
In London entstand die besondere Landesspezialität der Zauberoper, in der „Spezialeffekte“ eine große Rolle spielten. Wichtiges Beispiel ist Händels Alcina (1735), aber auch Kompositionen von Jean-Baptiste Lully, Henry Purcell, Christoph Willibald Gluck, Joseph Haydn und Claudio Monteverdis L’Orfeo. Händels Rinaldo (1711) bot eine Fülle von Möglichkeiten für spektakuläre Theatermaschinerie, wie man sie damals schätzte, und auch Händels zweite Oper Teseo nach Racine war ein Fest barocker Theatermaschinerie und wurde am Londoner Haymarket Theatre ein grandioser Erfolg. 2004 wurde sie vom Goethe-Theater in Bad Lauchstädt neu produziert. Das Goethe-Theater (erbaut 1802 durch Heinrich Gentz) ist das einzig original erhaltene klassizistische Theater mit einer funktionsfähigen und hölzernen Bühnenmaschinerie in Europa.
Die spanischen comedias de magia begeisterten während der Romantik im 18. und 19. Jahrhundert das zeitgenössische Publikum mit Magie und Technik, die immer mehr zusammen wirkten, da die Bühnenmaschinerie eine zentrale Bedeutung für die Umsetzung hatte, etwa in Don Juan Tenorio von José Zorrilla. Das Publikum sah in den magischen Szenen der comedias fliegende Schauspieler oder andere Effekte wie das plötzliche Verschwinden von Personen, Verwandlungen oder das automatische Angehen einer Kerze. Aber charakteristisch an den Magiekomödien waren auch die Chöre, die Tänze und die sichtbaren Feuerregen. Zum Repertoire der Technik gehörte auch die Falltür, die zu dieser Zeit modern wurde. Zudem gab es eine sogenannte caxa de truenos, mit Hilfe derer ein Gewitter hervorgerufen werden konnte.

Im 19. Jahrhundert wurde mit dem Aufkommen des Märchenspiels und des Melodrams die Bühnenmaschinerie durch zahlreiche Effekte bereichert, in den Zauberspielen des Alt-Wiener Volkstheaters in den Stücken Ferdinand Raimunds (1790–1836) spielten sie in der Vermischung von Feenwelt und volkstümlicher Handlung eine große Rolle. In Der Alpenkönig und der Menschenfeind (1828) etwa kämpft Rappelkopf gegen die Geister seiner drei verstorbenen Frauen, das Gesicht der Vierten erscheint ihm im Mond, als ein Blitzschlag den Wald in ein Meer verwandelt, auf dem der Alpenkönig in einem Boot erscheint: 

„Rappelkopf steigt auf den Baum. Die Weiber verschwinden, es schlagt in die Hütte ein, sie steht in hellen Flammen. Heftiger Regen, Sturmgeheul und Donner. Die Wasserflut schwillt immer höher, bis sie Rappelkopf, der sich auf den Gipfel des Baumes rettet, bis an den Mund steigt, so daß nur die Hälfte seines Hauptes mehr zu sehen ist. – Schnelle Verwandlung: Der Nachen verwandelt sich in zwei Steinböcke mit goldenen Hörnern. Der Baum, auf dem Rappelkopf steht, in einen schönen Wolkenwagen, in dem sich der Alpenkönig und Rappelkopf befinden. Das Wasser verschwindet. Das ganze Theater verwandelt sich in eine pittoreske Felsengegend, die Teufelsbrücke in der Schweiz vorstellend, auf welcher Kinder, als graue Alpenschützen angekleidet, Böller losfeuern, während der Wolkenwagen über die Bühne fährt.“

Für die Rheintöchter-Szenen in Richard Wagners Oper Das Rheingold ließ der Komponist selbst extra dafür spezielle „Schwimm-Maschinen“ konstruieren, die von je drei Bühnenarbeitern gelenkt wurden und mit denen es so aussehen sollte als würden die Rheintöchter schwimmen. Die Sängerinnen lagen in einem schrägen Gitter an der Spitze eines etwa 6 Meter hohen Eisengestells.

### Ab 1900
Max Reinhardt zog 1903 in Shakespeares Sommernachtstraum alle Register modernster Technik, um die Zuschauer regelrecht in das Bühnengeschehen mit hineinzuziehen und damit zum Bestandteil jener phantastischen Welt zu machen, die er für sie perfekt durchorganisiert hatte. Begeisterung rief die Drehbühne hervor, auf die der Wald samt seinen Bewohnern installiert war. Der Zuschauer „schwang sich im Geist auf das Drehscheibenkarussell, um mitzutun in der Welt des theatralischen Spiels“.
Seit Bertolt Brecht (im epischen Theater) und zuvor teilweise schon bei den russischen Konstruktivisten, z. B. Kasimir Malewitsch oder Tatlin begann die Offenlegung der Bühnenmaschinerie als Mittel der Desillusionierung.
Die Revue wurde am Anfang des 20. Jahrhunderts in ganz Europa beliebt und präsentierte Ausstattungsstücke, die mit riesigem Aufwand an Kostümen und Dekorationen, Lichteffekten und der Bühnenmaschinerie das Publikum beeindruckte und die in anderen Großstadttheatern besonders in England und Amerika übernommen und in denen die Schaukünste oft zum Selbstzweck umgeformt wurden.
Im Musical und anderen Formen modernen Showtheaters wird größtenteils mit einer sehr aufwendigen Bühnenmaschinerie gearbeitet, spektakuläres Beispiel dafür ist der auf die Bühne herabfallende Lüster in Das Phantom der Oper von Andrew Lloyd Webber.

## Belege
1. ↑  Manfred Brauneck: Die Welt als Bühne : Geschichte des europäischen Theaters. Band 1. Metzler, Stuttgart [u. a.] 1993, ISBN 3-476-00917-3, S. 450.
2. ↑  Andreas Kotte: Theatergeschichte eine Einführung. Köln 2013, ISBN 978-3-8252-3871-1, S. 196 f.
3. ↑  Manfred Brauneck: Die Welt als Bühne : Geschichte des europäischen Theaters. Band 1. Metzler, Stuttgart [u. a.] 1993, ISBN 3-476-00917-3, S. 460.
4. ↑  Manfred Brauneck: Die Welt als Bühne : Geschichte des europäischen Theaters. Band 1. Metzler, Stuttgart [u. a.] 1993, ISBN 3-476-00917-3, S. 453.
5. ↑  Manfred Brauneck: Die Welt als Bühne : Geschichte des europäischen Theaters. Band 2. Metzler, Stuttgart 1996, ISBN 3-476-00918-1, S. 22.
6. ↑  Manfred Brauneck: Die Welt als Bühne : Geschichte des europäischen Theaters. Band 2. Metzler, Stuttgart 1996, ISBN 3-476-00918-1, S. 18.
7. ↑  Manfred Brauneck: Die Welt als Bühne : Geschichte des europäischen Theaters. Band 2. Metzler, Stuttgart 1996, ISBN 3-476-00918-1, S. 23 f.
8. ↑  Manfred Brauneck: Die Welt als Bühne : Geschichte des europäischen Theaters. Band 2. Metzler, Stuttgart 1996, ISBN 3-476-00918-1, S. 24–26.
9. ↑  Norbert Otto Eke, Ulrike Haß, Irina Kaldrack: Bühne: Raumbildende Prozesse im Theater. Paderborn 2014, ISBN 978-3-7705-5536-9, S. 350.
10. ↑  Manfred Brauneck: Die Welt als Bühne : Geschichte des europäischen Theaters / 2. Band 2. Metzler, Stuttgart 1996, ISBN 3-476-00918-1, S. 15.
11. ↑  Manfred Brauneck: Die Welt als Bühne : Geschichte des europäischen Theaters. Band 2. Metzler, Stuttgart 1996, ISBN 3-476-00918-1, S. 20.
12. ↑  Andreas Kotte: Theatergeschichte eine Einführung. Köln 2013, ISBN 978-3-8252-3871-1, S. 260.
13. ↑  Andreas Kotte: Theatergeschichte eine Einführung. Köln 2013, ISBN 978-3-8252-3871-1, S. 255.
14. ↑  Manfred Brauneck: Die Welt als Bühne : Geschichte des europäischen Theaters. Band 2. Metzler, Stuttgart 1996, ISBN 3-476-00918-1, S. 384.
15. ↑  Andreas Kotte: Theatergeschichte eine Einführung. Köln 2013, ISBN 978-3-8252-3871-1, S. 250.
16. ↑  Manfred Brauneck: Die Welt als Bühne : Geschichte des europäischen Theaters. Band 2. Metzler, Stuttgart 1996, ISBN 3-476-00918-1, S. 16.
17. ↑  Norbert Otto Eke, Ulrike Haß, Irina Kaldrack: Bühne: Raumbildende Prozesse im Theater. Paderborn 2014, ISBN 978-3-7705-5536-9, S. 349.
18. ↑  Manfred Brauneck: Die Welt als Bühne : Geschichte des europäischen Theaters. Band 2. Metzler, Stuttgart 1996, ISBN 3-476-00918-1, S. 18.
19. ↑  Manfred Brauneck: Die Welt als Bühne : Geschichte des europäischen Theaters. Band 2. Metzler, Stuttgart 1996, ISBN 3-476-00918-1, S. 17.
20. ↑  The Building. Abgerufen am 26. Mai 2021 (englisch).
21. ↑  Město Český Krumlov, webová platforma @OIS-Lubor Mrázek, Jaroslav Berit: Das Schloßtheater in Český Krumlov. Abgerufen am 26. Mai 2021.
22. ↑  Ekhof-Theater | Stiftung Friedenstein – Gotha. Abgerufen am 26. Mai 2021.
23. ↑  Schlosstheater: Staatliche Schlösser und Gärten Baden-Württemberg. Abgerufen am 26. Mai 2021.
24. ↑  Cordula Mauß, Florian Schröter: Vorhang auf! Die Rekonstruktion einer barocken Bühne im neuen Opernhausmuseum Bayreuth. In: Blog der Bayerischen Schlösserverwaltung. 22. Dezember 2022, abgerufen am 17. August 2023.
25. ↑  Maria Blenk, Tanja Kohwagner-Nikolai, Cordula Mauß, Florian Schröter: Barocke Theaterwelten: Markgräfliches Opernhaus Bayreuth: Welterbe & Museum. 1. Auflage. Bayerische Schlösserverwaltung, München 2023, ISBN 978-3-941637-81-8.